# 巴基斯坦国际航空661号班机空难
巴基斯坦国际航空公司PK661航班，在2016年12月7日在巴基斯坦的北部城市吉德拉爾飛往伊斯兰堡時墜毀。失事客机机型为ATR 42-500，失事原因目前未明。

## 失事客机
失事的ATR 42-500客机注册编号为AP-BHO，2007年首飞并交付给巴基斯坦国际航空使用。2009年在一次降落在拉合爾的过程中受损，修复后继续服役。

## 航班資料
当地时间15:30，飞机离开吉德拉爾機場，预计于16:40分抵达伊斯兰堡贝娜齐尔·布托国际机场 飞机失事之前，机组曾发出Mayday求救信号。 飞机在16:15左右坠毁，残骸散布在在开伯尔-普赫图赫瓦省赫韦利扬巴基斯坦兵工厂附近的一座山上，距首都约90千米。据一名目击者说，飞机坠毁前高度很低，发出高频噪音并且时而爬升时而下降。
当地清真寺用广播动员附近居民参加救援，不过由于温度过高，村民无法接近飞机残骸。巴基斯坦陆军也派出士兵与直升机展开搜索救援行动。一名政府官员称，所有的遗体都已经被大火烧得面目全非，无法辨认。 乘客遗体会被空运到伊斯兰堡和拉瓦尔品第，那里的法医实验室会对他们进行DNA测试以确定死者身份。

## 乘客
机上共有5名机组人员，1名地面工程师。乘客中包括40名成人以及2名婴儿。其中四十四名是巴基斯坦公民; 其余有两个奥地利人和一个中国人。
| 国籍     | 乘客 | 机组人员 | 总计 |
| -------- | ---- | -------- | ---- |
| 巴基斯坦 | 39   | 5        | 44   |
| 奥地利   | 1    | 0        | 1    |
| 中国     | 1    | 0        | 1    |
| 韩国     | 1    | 0        | 1    |
| 总计     | 42   | 5        | 47   |

## 调查
事故发生后不久，调查人员迅速找回了飞机的飞行记录仪。巴基斯坦民航局（PCAA）对事故的初步报告据说已经确定该飞机的左发动机在海拔13,375英尺（4,077米）处发生故障。飞行员在16:12报告了发动机故障，随后是几分钟后飞机从地面雷达迅速失控下降和失踪。然而，即使在从雷达屏幕消失之后，无线电通信也继续用雷达进行。
在12月11日木尔坦国际机场发生ATR 72事件后，PCAA下令所有属于PIA的ATR飞机停飞进行检查。五架ATR 42和五架ATR 72飞机受到该订单的影响。

## 資料來源
1. 1 2 3   (新闻稿). Pakistan International Airlines. 2016-12-07  [2016-12-07]. （原始内容存档于2016-12-09）. 42 (Male:31, Female:09, Infant:02)  Including 02 Austrians and 01 Chinese
2. ↑  . CNN.   [2016-12-07]. （原始内容存档于2016-12-07）.
3. ↑  . BBC News. 2016-12-07  [2016-12-07]. （原始内容存档于2016-12-07）.
4. ↑  . Reuters. 2016-12-07  [2016-12-07]. （原始内容存档于2016-12-07）.
5. 1 2 3  . RT. 2016-12-07  [2016-12-07]. （原始内容存档于2016-12-10）.
6. ↑  Hradecky, Simon. . The Aviation Herald. 2016-12-07  [2016-12-07]. （原始内容存档于2018-11-16）.
7. ↑  . Airfleets.   [2016-12-07]. （原始内容存档于2016-12-08）.
8. ↑  . The News. 卡拉奇新闻报.   [2016-12-07]. （原始内容存档于2016-12-07）.
9. 1 2  Shahzad, Asif; Ahmed, Munir. . Associated Press. 2016-12-08  [2016-12-08]. （原始内容存档于2016-12-08）.
10. 1 2  Javed, Rashid; Ali, Manzoor. . Dawn. 2016-12-08  [2016-12-08]. （原始内容存档于2016-12-08）.
11. ↑  Ashgar, Mohammed. . Dawn. 2016-12-09  [2016-12-09]. （原始内容存档于2016-12-09）.
12. ↑  . Aviation Safety Network. Flight Safety Foundation（英语：Flight Safety Foundation）. 2016-12-12  [2016-12-12]. （原始内容存档于2016-12-20）.